# Чапо (озеро)
Чапо (ісп. Lago Chapo) — озеро в провінції Ллянкіуе регіону Лос-Лагос Чилі.
Озеро розташоване в 43 км на схід від міста Пуерто-Монтт на півдні Чилі. Площа озера становить 55 км², максимальна довжина 17 км, максимальна ширина — 5 км, висота над рівнем моря — 240 метрів. Глибини — до 120 метрів. Температура води в озері коливається від 9 °C взимку до 18 °C влітку. Живлення від численних гірських струмків, стік з північно-західного кута озера по річці Чаміса на південний захід в затоку Релонкаві.
Озеро лежить біля підніжжя вулкана Кальбуко, схили гір, що оточують озеро, покриті лісом.
У водах озера водиться пструг райдужний.
До південного берега озера примикає Національний парк Алерсе-Андіно площею майже 40000 гектарів, на північ від озера розташований національний заповідник Льянкіуе.